# Šanson
Šanson (v originále chanson, výslovnost [ʃɑ̃ˈsɔ̃], nikoli „šanzon“) ve staré hudbě označuje ústřední hudební formu francouzské hudby pozdního středověku spadající do raného novověku, renesance. Přesná definice pojmu je problematická, neboť výraz chanson ve francouzském jazyce odedávna označuje všeobecně jakoukoli zpívanou hudební skladbu; je to tedy ekvivalent českého slova píseň. Tato středověká francouzská píseň byla zpívána francouzskými truvéry. Píseň měla jednoduchou melodii a rytmus. Text býval často humorný, satirický až frivolní. Nejprve býval šanson jednohlasý, od 13. století též vícehlasý. Formou šansonu byly ballade, rondeau a virelai a kanzona (instrumentální). Mezi nejznámější komponisty šansonů té doby patří Johannes Ockeghem, Josquin Desprez, či Orlando di Lasso.
Od 19. století se rozvíjí moderní šanson, spjatý zejména s frankofonním kulturním prostředím.

## Středověký šanson
Hudebněvědné vymezení vrcholného období starého šansonu, který byl aktuální zhruba od druhé půle 14. do poloviny 16. století, se určuje podle několika indicií:
- Jedná se o formu světské hudby, tzn. že přes veškerou bohatost námětů (syžetů) textových podkladů se šanson vyhýbá duchovním tématům.
- V souvislosti s tím jsou téměř všechny texty šansonů psané v lidovém, tedy francouzském jazyce. Přitom je třeba brát na zřetel, že politické hranice států v té době ani zdaleka neodpovídaly těm dnešním. Značná část význačných skladatelů šansonů pocházela mimo území, která podléhala francouzskému králi; většina z nich pocházela z Burgund resp. Burgundského Nizozemí.
- Šanson v užším smyslu je druh vícehlasé formy. Díla trubadúrů a truvérů pozdního středověku, často označovaná jako šansony, jsou jednohlasé skladby.
- Šanson je považován za světský protiklad moteta. Moteto, svého času nejvýznamnější forma vícehlasé duchovní hudby, vykazuje mnoho stylistických příznaků, které se ve stejné podobě v šansonu nevyskytují. Zatímco šansony jsou stavěné výhradně na francouzských textech, mohou být moteta kombinací lidových a latinských textů. Izorytmie je považována za příznačný hudební stylistický prvek moteta, a tomu odpovídá způsobem byla ve světské hudbě téměř vůbec používána.
- Dále byly jako šansony označovány převážně takové skladby, jejichž text není vázán v tzv. formes fixes (tedy především rondeau, virelai a balada).
- Šanson je rovněž úzce spjat s italskou formou Canzona/Canzone, načež se obě formy v průběhu 16. století oddělily od madrigalu jako nejvýznamnější žánr světské polyfonní vokální hudby. Charakteristická rytmická úvodní figura dlouhá–krátká–dlouhá, které se v canzoně užívalo mimořádně často, je ovšem ve francouzské variantě méně obvyklá.

Jako první nejvýznamnější skladatel šansonů v tomto smyslu je obvykle uváděn Guillaume de Machaut, neboť před ním se vícehlasá díla, jež by bylo možno považovat za šansony, prakticky nevyskytují, ani nelze žádné skladby s jistotou před Machautem přiřadit jmenovitě k nějakému známému hudebníkovi. První generace tzv. franko-vlámské školy, do níž patří např. skladatelé Guillaume Du Fay, Gilles Binchois, Josquin Desprez, či Johannes Ockeghem pokračovala v tradici započaté Machautem. V jejich tvorbě obecně fungují šansony, kvůli relativně málo formálním restrikcím jako „pokusné pole“ pro přísnější požadavky duchovních forem kánonu staroklasické vokální polyfonie, jako například jejich moteta a mše.

## Moderní šanson
V 19. století vznikla ve francouzských kabaretech moderní forma šansonu, která nalezla své uplatnění zejména v zábavním průmyslu. Posun nastal i v textu šansonů, který se od jednoduchých popěvků vyvinul v poeticky hodnotná básnická díla. Textaři šansonů nezřídka byli a jsou přední básníci. Mezi nejznámější interprety francouzského šansonu patří např. Édith Piaf, Lucienne Boyer, Maurice Chevalier, Charles Trenet, Yves Montand, Charles Aznavour, Jacques Brel, Gilbert Bécaud.

## České země
V Česku lze rozvoj šansonu datovat od 30. let 20. století. Od kabaretních začátků, kde měl význačné postavení Karel Hašler, přes tvorbu Jaroslava Ježka, až po moderní šanson, jehož nejvýznamnější představitelkou byla Hana Hegerová.
V Praze působila od sedmdesátých let navzdory normalizaci skupina "Šanson - věc veřejná", jejímž jádrem byli hudebníci Jaroslav Jakoubek, Milan Jíra a zpěváci Alena Havlíčková a Rudolf Pellar. K dalším českým interpretkám, které se věnovaly šansonu, patřila např. Eva Olmerová, Ljuba Hermanová, Judita Čeřovská, či písničkářka Lenku Filipovou.
K mladším tvůrcům patří třeba Renata Drössler, písničkářka Radůza, Sestry Steinovy, Martina Trchová, Jana Husáková, Ester Kočičková, Szidi Tobias (slovenská herečka a šansiónierka zpívající slovensky i česky) a mnozí jiní další.